# Thézillieu
Thézillieu korábbi község (település) Franciaországban, Ain megyében. 2019. január 1-jén Cormaranche-en-Bugey, Hauteville-Lompnes és Hostiaz községekkel egyesült és delegált községként Plateau d'Hauteville új község része lett.
Lakosainak száma 288 fő (2018. január 1.). Thézillieu Armix, Belmont-Luthézieu, Cormaranche-en-Bugey, Hauteville-Lompnes, Hostiaz, Prémillieu, Sutrieu és Virieu-le-Grand községekkel határos.

## Népesség
A település népessége az elmúlt években az alábbi módon változott:
| Lakosok száma | 296  | 254  | 278  | 299  | 310  | 321  | 307  | 303  | 291  | 288  |
|               | 1968 | 1975 | 1982 | 1999 | 2006 | 2011 | 2013 | 2016 | 2017 | 2018 |